# Lastovo (sziget)

Sematikus térkép

Lastovo (olaszul: Lagosta) egy sziget az Adriai-tengerben, Horvátországban. 
Közigazgatásilag Dubrovnik-Neretva megyéhez tartozik. Lastovo legnagyobb települése a névadó Lastovo. A sziget híres a 15. és 16. századi velencei építészetről. Számos temploma viszonylag kicsi, ami a sziget régóta fennálló római katolikus hagyományairól tanúskodik. A fő kulturális esemény a karnevál, vagyis farsang. A sziget nagymértékben támaszkodik természetes környezetére, mely minden évszakban vonzza a turistákat. 2006-ban a horvát kormány a szigetet és szigetvilágát természeti parkká nyilvánította.

## Fekvése
Korcula szigetétől 14 km-re délre (tőle a Lastovo-csatorna választja el), a Pelješac-félszigettől és Mljet szigetétől délnyugatra, Sušac szigetétől keletre, Vis szigetétől délkeletre található. Területe 40,82 km², lakossága fő (2011). Kelet-nyugati irányban húzódik, 9,8 km hosszú, legnagyobb szélessége 5,8 km, magassága 417 m (Hum). A partvonal hosszúsága 49,0 km. A tagoltság aránya 2,2. Lastovo legtagoltabb része nyugati és északnyugati partja. A szigetet 46 szigetecske és szikla veszi körül.
Lastovo a Dél-Dalmáciai-szigetek csoportjába tartozik, Dubrovniktól 99 km-re, Vistől 57 km-re, Mljettől 31 km-re található, Korčula szigetétől pedig a 13-20 km széles Lastovo-csatorna választja el. Maga Lastovo szigete a Lastovo-szigetcsoport legnagyobb szigete, amely északkeletre, a Lastovnjaci- és Vrhovnjaci-szigetek felé ágazik szét. A szigetcsoport nyugati szigetei: Prežba, Mrčara, Maslovnjak Veli, Maslovnjak Mali, Makarac, Vlašnik, Bratin, Pod Mrčaru, Rutvenjak Veli, Rutvenjak Mali, Crnac, Kopište, Pod Kopište, Bijelac; északkeleti és keleti szigetei: Tajan Velji, a Lastovnjaci- vagy Donji školji-szigetcsoport (Aršenjak Veli, Aršenjak Mali, Soplun, Česvinica, Štomarina, Golubinjak Veli, Golubinjak Meli, Kručica, Petrovac, Za Barje és a Lukovnjaci-szigetek) és a Vrhovnjaci-szigetcsoport (Sestrica Vela, Sestrica Mala, Smokvica, Mukjenta vagy Pod Smokvicu, Vlasnik Gornji, Vlasnik Srednji és Glavat). Az északi part mentén fekszik Zaklopatica szigete, a déli irányban pedig nincsenek szigetek.

## Domborzata
Az északnyugati és a nyugati parton a part tagoltsága nagy, ezért a sziget, a szigetecskék és zátonyok partjainak teljes hossza 115,9 km (Lastovo-sziget 46,4 km, Donji Školji és Vrhovnjaci szigetcsoport 22,3 km, Prežba szigetek 12,9 km, Mrčara és a környező szigetek 12) , Kopište és a környező szigetek 7,7 km, Sušac szigete pedig 13,7 km).
Mljet mellett Lastovo a legerdősebb horvát sziget, az erdősített területek több mint 70% -ával. 
A sziget alsó-krétakori mészkőből, dolomitból, pleisztocén konglomerátumokból és breccsából épül fel. A szigeten barlangok találhatók (Rača és mások). A tektonikus-karsztos folyamatokkal számos mező (Prgovo, Vinopolje stb.) alakult ki üledékes talajjal, amelyet a karbonátos kőzetek bomlása és a pleisztocén eolikus üledékek lerakódása képez.
A legmagasabb pontok a sziget középső részén található Veli Hum (417 m) és Mali Hum, a nyugati részen a Prehodišće, a Maslina és a Prežba, az északi részen a Veliki Pjevor és a Sozanj, a keleti részen a Glavica, a Velji Vrh, a Sveti Vid, a Stijene és a Nori Hum, valamint dombok sora, amelyeknek magassága 300 m és 400 m között van, és amelyek a Pleševo és a Debelo brdo mészkőgerincét alkotják. A negyven különböző nagyságú mező közül a legtöbb 100 méteres tengerszint feletti magasságig terjed. A legnagyobbak a Vino polje és a sziget keleti részén található Prgovo-mező mellett a Nižno polje, a Dubrava, a Hrastove, a Ždrijelo és a Pržina.

## Éghajlata
Lastovo szigete a mediterrán éghajlat adriai-típusához tartozik, amelyet enyhe, párás és esős tél, valamint meleg és száraz nyár jellemez. A szomszédos területekhez viszonyított mikroklimatikus viszonyok, amelyekben a tengeri jelleg fejeződik ki, a következőkben nyilvánulnak meg:
- alacsonyabb nyári hőmérséklet
- kisebb éves hőmérsékleti amplitúdó
- kevesebb felhő és kevesebb csapadék
- magasabb relatív páratartalom

A szárazföldtől való távolság, az összes nagyobb adriai sziget közötti legdélibb fekvés és a tenger hatása Lastovón enyhíti a rendkívüli nyári hőséget és a téli hideget. Az átlagos éves levegőhőmérséklet 15,5 °C (nyáron 22,8 °C, télen 9,2 °C), az éves hőmérsékleti amplitúdó pedig 15,3 °C. A szomszédos tengerparti területtel összehasonlítva Lastovóban kevesebb a hideg, a meleg és a forró nap, a legtöbb meleg éjszakával.
Lastovo az Adriai-tenger partjának legnaposabb területeihez tartozik 2761 órás éves napsütéssel (átlagosan napi 7,3 óra). A felhős napok száma viszonylag kicsi (77), mely a parti övezettől való távolságnak is köszönhető.
A sziget gyakran van kitéve a nyári aszályoknak, amelyek az ilyen típusú éghajlatot általában jellemzik. A száraz és meleg nyarak hosszú fürdési idényt tesznek lehetővé, amely időnként május közepétől október végéig tart. A viszonylag alacsony domborzati magasság és a nyílt tenger expozíciója miatt a sziget a legkevesebb csapadékot kapja (622 mm/év). Az esőhiány különösen az év nyári felében érezhető (tavasszal 149 mm; nyáron 50 mm), de a nyári aszály nem annyira hangsúlyos a relatív páratartalom százalékos aránya (70%) miatt. A magas relatív páratartalom miatt a ködös és fagyos napok aránya átlagosan magasabb. Jégeső ritkán esik, és az enyhe éghajlat miatt elhanyagolható számú a havazásos nap. A hó szinte soha nem marad meg a talajon.
A szigetnek nyílt tenger felé való benyúlása miatt kicsi az erős (35 nap/év) és a viharos (2,5 nap/év) szeles napok száma. A szélcsendes napok évente átlagosan körülbelül 130 nappal fordulnak elő. A helyi szelek közül a leggyakoribb a jugo. Meleg és esős időjárást hoz, és egész évben előfordul, de ősszel és télen gyakrabban. A gyakoriságot tekintve a bóra és a tramontana a déli, száraz és hideg szelek mögé érkezik, amelyek a legtöbbet télen fújnak, viszonylag hideg, száraz és tiszta időjárást hozva. A levanat esős, hűvös és borongós időt hoz télen és kora tavasszal. A lebić és az ostro ritkábban fordul elő, általában dél után, záporokat és zivatarokat hozva. Az időszakos szelek közül a legkifejezettebb a misztrál, amely nyáron naponta fúj és tiszta, száraz időjárást hoz. A burin, a misztrál megfelelője éjszaka fúj a szárazföldről a tenger felé, és csak nagyobb öblökben jelentős.

## Közlekedés
Lastovo csak hajóval közelíthető meg Splitből, komppal és katamaránnal naponta egyszer. A komp útja 5 órát vesz igénybe, egy megállással a Korculán található Vela Luka kikötőjében. A sziget katamaránon 3 óra alatt érhető el, Hvaron és Vela Lukán történő megállással. A komp és a katamarán Uble kis kikötőjébe érkezik. Júliusban és augusztusban, kedden és csütörtökön Lastovót katamarán köti össze Dubrovnikkal is. Az út 4 órán át tart Korčulán, valamint Polačén és a Mljet szigetén fekvő Sobrán történő megállásokkal. Lastovón van egy helikopter leszállóhely is Veli Hum közelében

## Gazdaság
A helyi gazdaság alapja a mezőgazdaság: szőlőtermesztés, olajbogyó-termesztés, zöldségtermesztés és szentjánoskenyér-termesztés. A 2003. évi mezőgazdasági összeírás szerint a községnek 57 hektár földje volt. Ebből 25 hektárt tettek ki szőlőültetvények. Lastovón több mint 9000 olajfa nőtt. Jelentős a halászat és a halfeldolgozás, valamint fontos az idegenforgalom is. Lastovót a turizmusban különösen vonzóvá teszi a megőrzött környezet és az autentikus mediterrán építészet. Lastovón a legtöbb horvátországi szigetközponttól eltérően nincsenek lakótelepek, nincsenek nagy építmények vagy betonozott létesítmények. A külföldiektől évtizedekig tartó elszigeteltség, különösen a délszláv háború után a sziget vonzóvá vált a turisták számára, részben azért, mert nagyrészt fejletlen maradt, bár a sziget édesvízellátása továbbra is nehéz.

## Fordítás
Ez a szócikk részben vagy egészben  a   Lastovo című horvát Wikipédia-szócikk ezen változatának fordításán alapul.  Az eredeti cikk szerkesztőit annak laptörténete sorolja fel. Ez a jelzés csupán a megfogalmazás eredetét és a szerzői jogokat jelzi, nem szolgál a cikkben szereplő információk forrásmegjelöléseként.